# Instituto Superior de Cine (El Cairo)
El Instituto Superior de Cine de El Cairo, también conocido como Instituto Superior de cine de Egipto (en árabe : المعهد العالي للسينما) (en inglés Cairo Higher Institute of Cinema) fue fundado en 1957. Fue el primero de su tipo en Oriente Medio y África. Depende del Ministerio de Cultura de Egipto. El instituto es miembro de la Organización Internacional de Colegios e Institutos de Cine. A lo largo de los años, el instituto ha participado en muchos festivales internacionales y ha ganado numerosos premios y certificados de honor. Además de la licenciatura, el instituto otorga títulos de maestría y doctorado en el arte y la ciencia del cine.
Ahmed Kamel Morsi era el jefe de dirección del Instituto. Helmi Halim enseñó escritura de guiones allí desde 1959 hasta su muerte en 1971. Entre quienes se han graduado en el Instituto están a Hicham Abou al-Nasr, Mohamed Abou Seif, Kamla Abou Zikri, Inas al-Deghidi, Radwane al-Kachef, Mohamed Kamal al-Kalioubi, Marwan Hamed, Said Hamed, Mohamed Mostafa Kamal y Sandra Nashaat .